# Agüeria
Agüeria (en asturiano y oficialmente Tudela Agüeria) es una parroquia del municipio de Oviedo, Asturias (España). Limita al sur con la de Olloniego, al este con la de Box y el concejo de Langreo, al norte de nuevo con Box, Naves y Bendones y al oeste con Santianes.

## Historia reciente
Es la única zona del municipio que sufrió la reconversión minera. Con el objetivo de reactivar industrialmente la zona se construyó con cargo a los «fondos mineros» el polígono industrial «Olloniego-Tudela II», así como un polideportivo con gimnasio en las inmediaciones del río Nalón. Además, en esta parroquia se ubica un centro de producción audiovisual, pensado para potenciar la industria cinematográfica en la capital y en todo el Principado.

## Demografía
Ocupa un área de 9,42 km² en los que alberga, según el censo de 2015, una población de 606 habitantes e incluye dentro de sus límites las localidades de Anieves, El Molino, Quintaniella, Sotiello y Tudela de Agüeria.
| Gráfica de evolución demográfica de Agüeria entre 2000 y 2014 |
|                                                               |

## Deporte
El equipo de fútbol local es la Peña Deportiva Cultural Tudelano, que juega en las divisiones Tercera Cadete, Tercera Infantil y Tercera Benjamín del fútbol asturiano.